# Kepler-55
Kepler 55 es el sistema planetario formado por la estrella extrasolar de tipo espectral K4 que le da nombre y los cinco planetas extrasolares que la orbitan. Se encuentra a una distancia de 1919.3302 años luz del Sistema Solar, en la constelación de Lyra (La Lira).Fue descubierta en 2012

## Datos técnicos
La estrella se encuentra a una distancia aproximada de 1919.33 Años Luz del Sistema Solar. La magnitud aparente es de entre 16.30 y la magnitud absoluta de 7.45.  Es 0.6 veces la masa y el tamaño de nuestro Sol. La temperatura de la superficie está entre 4362 y 4503 grados Kelvin según la fuente.
El sistema Kepler-55 consta de cinco exoplanetas.
| Nombre | Año desc. | Masa T      | Radio T   | Semieje mayor (UA) | Período orbital (días obs.) | Nombres alternativos                                                                                   | Estado     |
| ------ | --------- | ----------- | --------- | ------------------ | --------------------------- | --- | ---------- |
| b      | 20112     | 473.7276 MT | 2.4324RT  | 0.1537             | 27.95                       | 2MASS J19004040+4401352 b, K00904.02, KIC 8150320 b, KOI-904 b, KOI-904.02, WISE J190040.38+440134.9 b | Confirmado |
| c      | 2012      | 352.9112 MT | 2.2082 RT | 0.2021             | 42.15                       | 2MASS J19004040+4401352 c, K00904.03, KIC 8150320 c, KOI-904 c, KOI-904.03, WISE J190040.38+440134.9 c | Confirmado |
| d      | 2014      | 4.0648 MT   | 1.5917 RT | 0.0290             | 2.21                        | 2MASS J19004040+4401352 d, K00904.01, KIC 8150320 d, KOI-904 d, KOI-904.01, WISE J190040.38+440134.9 d | Confirmado |
| e      | 2014      | 3.9582 MT   | 1.5468 RT | 0.0480             | 4.62                        | KOI-707.03, KOI-707 e, KIC 9458613 e, Gaia DR2 2127355923723254272 e                                   | Confirmado |
| f      | 2014      | 4.0648 MT   | 1.5917 RT | 0.0810             | 10.20                       | 2MASS J19004040+4401352 f, K00904.05, KIC 8150320 f, KOI-904 f, KOI-904.05, WISE J190040.38+440134.9 f | Confirmado |